# محمد قصاب أوغلو
محمد محرّم قصّاب أوغلو (بالتركية: Mehmet Muharrem Kasapoğlu) (ولد في عام 1976 في مدينة إسطنبول في تركيا) وهو سياسي تركي ووزير الشباب والرياضة وينتمي لحزب العدالة والتنمية التركي الحاكم في تركيا برئاسة رجب طيب أردوغان.

## حياته الشخصية
هو متزوج ولديه ابن ويعرف اللغتين العربية والإنكليزية.

## حياته العلمية والسياسية
تخرج من قسم إدارة الأعمال بكلية الاقتصاد والعلوم الإدارية في جامعة مرمرة وحصل على درجة الماجستير في الإدارة والإدارة المحلية من الجامعة نفسها.
وعمل كباحث وخبير ومنسق مشروع في مجال التنظيم الإداري بكلية إدارة الأعمال في جامعة ولاية فلوريدا بالولايات المتحدة الأمريكية.
وكما أنُّه حصل على ماجستير في إدارة الأعمال من جامعة بالم بيتش الأطلسية وحصل على درجة الدكتوراه من جامعة إسطنبول من خلال أطروحة عن التوظيف المحلي.
تولى العديد من الوظائف الفاعلة في عدد من منظمات المجتمع المدني وهو طالب داخل أو خارج تركيا. كما عمل في مجال التجارة الدولية بالقطاع الخاص.
وبعد تعيينه مستشارًا لرئيس الوزراء عام 2009، تولى العديد من المهام في وزارات العمل والضمان الاجتماعي، والتربية والتعليم، والشباب والرياضة.
كان له دور في اقتناء تركيا العديد من المرافق الرياضية التي تجعل ممارسة الرياضية حقًا أصيلًا من أجل الجميع وكذلك ركّز بشكل كبير في أعماله على العديد من القضايا مثل تمويل الشباب والتعليم والأنشطة الرياضية وزيادة فرص العمل الرياضي.
عيّنه رئيس الجمهورية التركية رجب طيب أردوغان وزيرًا للشباب والرياضة في الحكومة الرئاسية في 9 يوليو/ تموز 2018.